# Torodora parallactis
Torodora parallactis is een vlinder uit de familie van de Lecithoceridae. De wetenschappelijke naam van de soort is voor het eerst geldig gepubliceerd in 1894 door Meyrick.